# Heinrich Andreas Contius

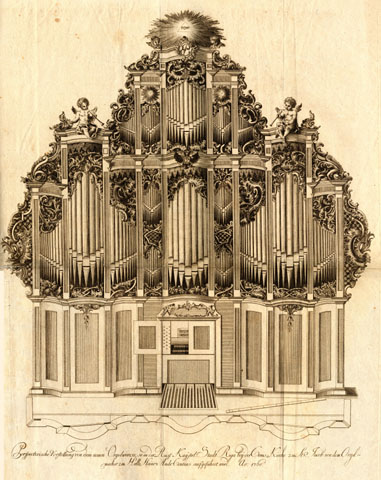
Zicht op het Contiusorgel in de Sint-Jacobkerk in Riga

Heinrich Andreas Contius of ook wel Cuntius (Halle an der Saale, 1708 – Valmiera, 1792 of 1795) was een achttiende-eeuwse Duits-Baltische orgelbouwer.

## Levensloop
Contius was een zoon van de orgelbouwer Christoph Cuntzius. In 1712 was hij als gezel werkzaam bij de orgelbouwer Joachim Wagner. Hij vestigde zich in Altenburg bij Merseburg en werkte er aan het orgel van de Dom van Merseburg. 
Na 1762 vestigde hij zich in Estland en werd er de belangrijkste orgelbouwer. Hij organiseerde er zijn werkplaatsen in Liepaja, samen met zijn schoonzoon Johann Andreas Stein die uit Augsburg kwam.
Het is bekend dat Johann Sebastian Bach een grote voorliefde had voor orgels door Contius gebouwd. Helaas zijn alle door hem gebouwde orgels, behalve die in Lipaja, verdwenen door oorlogsgeweld of door aanzienlijke verbouwingen of verminkingen.

## Uitgevoerde orgels
| Jaar      | Plaats        | Kerk                        | Manuale | Register | Bemerkingen |
| --------- | ------------- | --------------------------- | ------- | -------- | --- |
| 1739      | Halle (Saale) | Sint-Ulrich                 |         |          | Vernieuwing van het orgel |
| 1743      | Halle (Saale) | Sint-Bartholomeus (Halle)   | II/P    | 22       | Nieuwbouw |
| 1750      | Dieskau       | Sint-Annakerk               | II/P    | 22       | Nieuwbouw |
| 1751      | Wallwitz      |                             |         |          | Nieuwbouw |
| 1759      | Merseburg     | Sint-Maximus                |         |          | Voorstel tot reparatie van het orgel in de Stadtkirche St.-Maximus in Merseburg voor een bedrag van 120 Thaler. Men achtte dit een te hoog bedrag en het werk werd niet uitgevoerd. |
| 1762      | Merseburg     | Merseburger Dom             |         |          | Toezicht op en onderhoud van de orgels in het slot en in de dom van Merseburg |
| 1760–1763 | Riga          | Sint-Jakob                  |         |          | Nieuwbouw |
| 1768      | Tallinn       | Sint-Nikolaas               | III     |          | Renoveren van het orgel uit 1668 |
| 1779      | Liepaja       | Heilige Drievuldigheidskerk | II/P    | 38       | Bouw van een nieuw instrument, in samenwerking met zijn schoonzoon Johann Andreas Stein (1752–1821) uit Augsburg                                                                    |
| 1780      | Valmiera      | Sint-Simonis                |         |          | |
| 1783      | Riga          | Hervormde kerk              |         |          | |
| 1787      | Cesis         | Heilige Johanneskerk        |         |          | |
| 1788      | Evele         | Welvaartskerk               |         |          | |

## Nieuw orgel
De Stichting Contius, voorgezeten door Jean-Pierre De Bandt, bouwt in de Sint-Michielskerk in Leuven een nieuw Contiusorgel, op het model van het orgel in Liepaja, het enige overgebleven orgel dat door Contius werd gebouwd.